# T Serpentis
T Serpentis är en pulserande variabel av Mira Ceti-typ (M) i stjärnbilden Ormen.
Stjärnan varierar mellan visuell magnitud +9,1 och 15,5 med en period av 337 dygn.